# Linia Victoria
Victoria line, colorată albastru deschis pe harta Metroului Londonez, este cea mai des utilizată linie a London Underground și singura în care toate stațiile se află în subteran. Are o lungime de 21 km. A fost deschisă în 1968.

## Stații
| Stație                        | Imagine | Deschidere             | Începerea serviciului Victoria | Legături | Coordonate                                    |
| ----------------------------- | ------- | ---------------------- | ------------------------------ | --- | --------------------------------------------- |
| Walthamstow Central           |         | 26 aprilie 1870        | 1 septembrie 1968              | London Overground                                                                                              | 51°34′59″N 000°01′11″V / 51.58306°N 0.01972°V |
| Blackhorse Road               |         | 19 iulie 1894          | 1 septembrie 1968              | London Overground                                                                                              | 51°35′13″N 000°02′29″V / 51.58694°N 0.04139°V |
| Tottenham Hale                |         | 15 septembrie 1840[TH] | 1 septembrie 1968              | Servicii National Rail                                                                                         | 51°35′18″N 000°03′35″V / 51.58833°N 0.05972°V |
| Seven Sisters [SS]            |         | 22 iulie 1872          | 1 septembrie 1968              | London Overground, Servicii National Rail                                                                      | 51°34′56″N 000°04′31″V / 51.58222°N 0.07528°V |
| Finsbury Park                 |         | 1 iulie 1861[FP]       | 1 septembrie 1968              | Linia Piccadilly (CPI), Servicii National Rail                                                                 | 51°33′53″N 000°06′23″V / 51.56472°N 0.10639°V |
| Highbury & Islington          |         | 26 septembrie 1850     | 1 septembrie 1968              | Servicii Great Northern spre Welwyn Garden City și Moorgate (CPI), London Overground                           | 51°32′45″N 000°06′18″V / 51.54583°N 0.10500°V |
| King's Cross St. Pancras      |         | 10 ianuarie 1863       | 1 decembrie 1968               | Liniile Northern (ramura Bank), Piccadilly, Circle, Metropolitan și Hammersmith & City, servicii National Rail | 51°31′49″N 000°07′27″V / 51.53028°N 0.12417°V |
| Euston                        |         | 12 mai 1907            | 1 decembrie 1968               | Linia Northern line (CPI ramura Bank), London Overground, servicii National Rail                               | 51°31′42″N 000°07′59″V / 51.52833°N 0.13306°V |
| Warren Street                 |         | 22 iunie 1907          | 1 decembrie 1968               | Linia Northern (ramura Charing Cross)                                                                          | 51°31′29″N 000°08′18″V / 51.52472°N 0.13833°V |
| Oxford Circus                 |         | 30 iulie 1900          | 7 martie 1969                  | Liniile Bakerloo (CPI) și Central                                                                              | 51°30′55″N 000°08′30″V / 51.51528°N 0.14167°V |
| Green Park                    |         | 15 decembrie 1906      | 7 martie 1969                  | Liniile Piccadilly și Jubilee                                                                                  | 51°30′24″N 000°08′34″V / 51.50667°N 0.14278°V |
| Victoria ( Trains to Gatwick) |         | 1 octombrie 1860       | 7 martie 1969                  | Liniile Circle și District, Servicii National Rail                                                             | 51°29′48″N 000°08′41″V / 51.49667°N 0.14472°V |
| Pimlico                       |         | 14 septembrie 1972     | 14 septembrie 1972             | N/A | 51°29′22″N 000°08′00″V / 51.48944°N 0.13333°V |
| Vauxhall                      |         | 11 iulie 1848          | 23 iulie 1971                  | Servicii National Rail, London River Services (St George Wharf Pier)                                           | 51°29′07″N 000°07′22″V / 51.48528°N 0.12278°V |
| Stockwell                     |         | 4 noiembrie 1890       | 23 iulie 1971                  | Linia Northern (CPI)                                                                                           | 51°28′21″N 000°07′20″V / 51.47250°N 0.12222°V |
| Brixton                       |         | 23 iulie 1971          | 23 iulie 1971                  | Servicii National Rail (la 100 metri distanță)                                                                 | 51°27′45″N 000°06′54″V / 51.46250°N 0.11500°V |

| SS Seven Sisters este singura stație cu mai mult de 2 platforms. Al treilea peron este unul de așteptare pentru trenurile care sosesc de la Brixton și care se termină la Seven Sisters în loc de Walthamstow. Al treilea peron permite accesul la Depoul Northumberland Park. |
| TH Deschisă sub numbele de Tottenham, redenumită pe 1 decembrie 1968. |
| FP Deschisă sub numbele de Seven Sisters Road (Holloway), redenumită pe 15 noiembrie 1869. |